# Iambia thuaitesi
Iambia thuaitesi är en fjärilsart som beskrevs av Moore 1884. Iambia thuaitesi ingår i släktet Iambia och familjen nattflyn. Inga underarter finns listade i Catalogue of Life.